# Karen Briggs (Judoka)
Karen Valerie Briggs, nach Heirat Karen Valerie Inman, (* 11. April 1963 in Kingston upon Hull) ist eine ehemalige britische Judoka, die viermal Weltmeisterin war.

## Sportliche Karriere
Karen Briggs kämpfte während ihrer ganzen Karriere im Superleichtgewicht, lediglich 1985 versuchte sie sich im Halbleichtgewicht. 
Ihre erste internationale Medaille gewann sie bei den Europameisterschaften 1981, als sie eine Bronzemedaille hinter der Deutschen Birgit Friedrich und der Italienerin Anna De Novellis erkämpfte. 1982 erreichte sie in Oslo das Finale und gewann durch einen Sieg über De Novellis ihren ersten Europameistertitel. Bei den Judo-Weltmeisterschaften 1982 siegte sie im Finale gegen die Französin Marie-France Colignon. 1983 gewann sie durch einen Sieg über die Italienerin Anna-Maria Valvano ihren zweiten Europameistertitel. 1984 folgte in Pirmasens der dritte Titel durch einen Finalsieg über die Französin Fabienne Boffin. Im Finale der Judo-Weltmeisterschaften 1984 siegte sie wie zwei Jahre zuvor gegen die Französin Colignon. 
Die Europameisterschaften 1985 in Landskrona waren die einzigen internationalen Titelkämpfe, bei denen Briggs im Halbleichtgewicht antrat. Nach einer Niederlage gegen die Französin Pascale Doger erkämpfte Briggs die Bronzemedaille. 
Drei Monate nach den Europameisterschaften gewann Briggs beim Weltcupturnier in Leonding wieder im Superleichtgewicht. Bei den Europameisterschaften 1986 in London gewann Briggs ihren vierten Titel, im Finale besiegte sie die Spanierin Dolores Veguillas. Im gleichen Jahr siegte sie bei den Commonwealth Games. Im Oktober 1986 besiegte Briggs im Finale der Weltmeisterschaften in Maastricht die Japanerin Fumiko Ezaki. 1987 gewann Briggs ihren fünften Europameistertitel durch einen Finalsieg über die Polin Anna Chodakowska. Bei den Weltmeisterschaften 1987 in Essen unterlag sie im Achtelfinale Darlene Anaya aus den Vereinigten Staaten und schied nach drei Weltmeistertiteln in Folge erstmals frühzeitig aus.
Nach einem medaillenlosen Jahr 1988 unterlag Briggs im Finale der Europameisterschaften 1989 der Französin Cécile Nowak. Bei den Judo-Weltmeisterschaften 1989 in Belgrad gewann Briggs ihren vierten Titel durch einen Finalsieg über Fumiko Ezaki.  Briggs siegte im Februar 1990 bei den Commonwealth Games in Auckland. Bei den Europameisterschaften 1990 in Frankfurt erhielt sie wie im Vorjahr die Silbermedaille hinter Cécile Nowak, 1991 in Prag siegte Nowak zum dritten Mal in Folge im Finale über Karen Briggs. Im Finale der Judo-Weltmeisterschaften 1991 in Barcelona siegte erneut Nowak über Briggs. Die olympische Premiere des Frauenjudo bei den Olympischen Spielen in Barcelona waren der letzte große Wettkampf von Karen Briggs. Nach drei Siegen unterlag sie im Halbfinale der Japanerin Ryōko Tamura, den Kampf um die Bronzemedaille verlor die Britin genen die Türkin Hülya Şenyurt.